# 善昌
善昌（？—？），依普杼克氏，漢姓懷，字子光，京口駐防鑲紅旗蒙古人，咸豐三年繙譯進士。

## 履歷
咸豐二年壬子科舉人，咸豐三年（1853年）癸丑科繙譯會試中式，著以主事用，任太僕寺畫稿司員主事，軍功歷保直隸州，特授福建龍巖直隸州知州，欽加府銜，賞戴花翎，光绪七年（1881年），任福建龍巖州知州